# Уйковице (Польша)

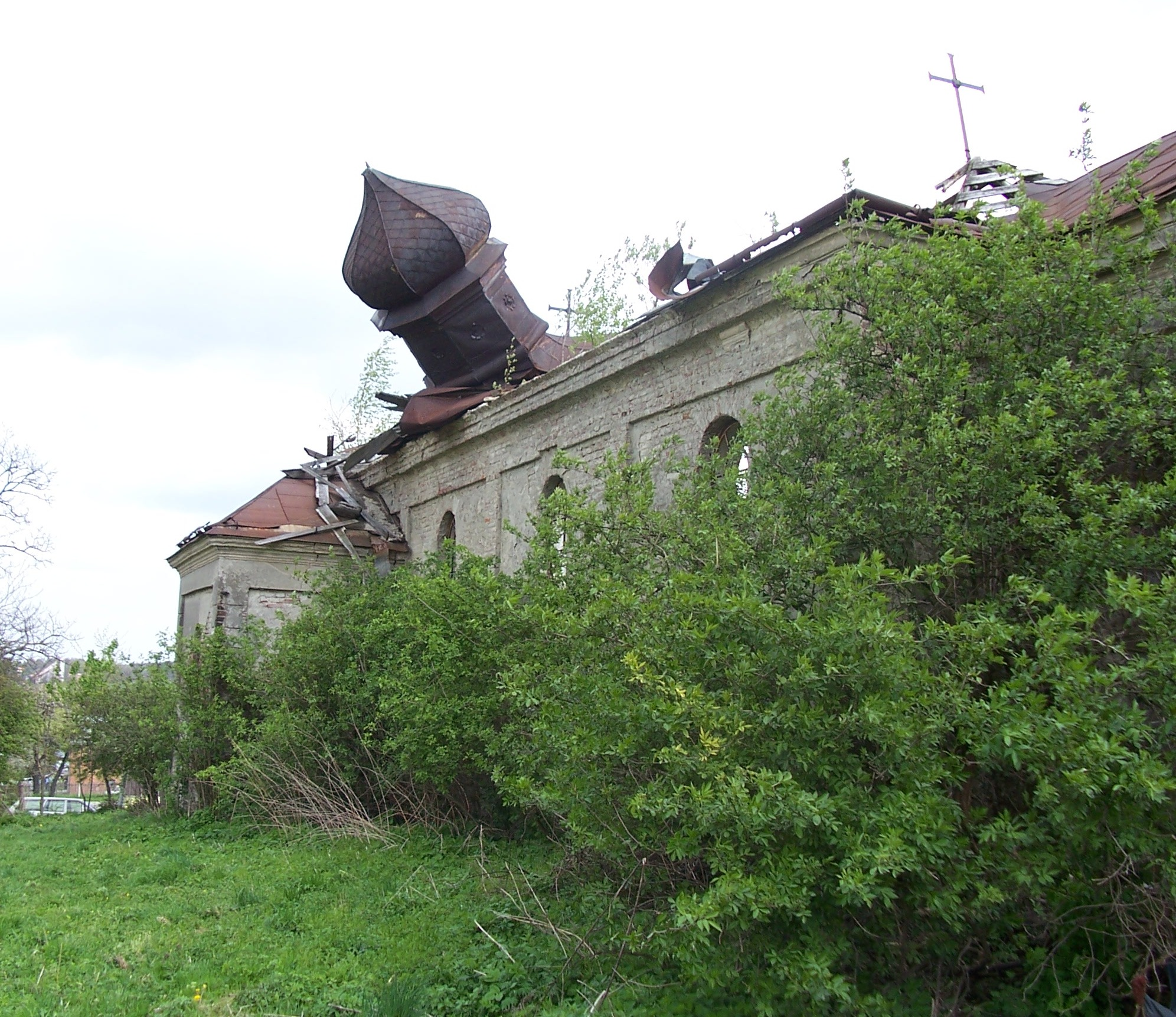
разрушенная церковь в Уйковице

Уйкови́це (пол. Ujkowice) — село в Польше, находящееся в гмине Пшемысль Перемышльского повята Подкарпатского воеводства.

## История
В 1975—1998 село административно входило в упразднённое Перемышльское воеводство.

## Достопримечательности
- Монастырь святых Кирилла и Мефодия — православный паломнический центр.
- Руины форта времён Первой мировой войны